# Kurdski jezici
Kurdski jezici, skupina sjeverozapadnih iranskih jezika kojima govore skupine Kurda iz Kurdistana na području Iraka, Irana, Sirije i Turske. Kurdske jezike čine centralnokurdski [ckb] s 462.000 govornika (2004) u iračkim provincijama Suleimaniye, Arbil, Kirkuk, Khanaqin i Mandali i 3.250.000 govornika u Iranu. Drugi je sjevernokurdski [kmr] u azijskm dijelu Turske i drugim državama s ukupno 9.320.240 govornika; i treći južnokurdski [sdh] s 3.000.000 govornika u Iranu (Fattah 2000). Ova tri individualna jezika tvore takozvabi kurdski jezik (makrojezik).
Četvrti član kurdske skupine jezika je laki [lki] iz Irana, 1.000.000 govornika (Fattah 2000) u provincijama Īlām i Luristan.
Kurdskoj skupini nekada su uz kurdski jezik bili priznati kao posebni jezici i neki kurdski dijalekti, na popisu su se nalazili behdini s identifikatorom /bdf/ (povučen), a sada je uklopljen u sjevernokurdski; herki /hek/ (povučen) također uklopljen u sjevernokurdski; kurdski /kdb/ (povučen), podijeljen na centralnokurdski i južnokurdski; kurmanji ili sjevernokurdski čiji je identifikator /kur/ zamijenjen sa [kmr]; shikaki /shf/ (povučen), uklopljen u sjevernokurdski; surchi /sup/ (povučen), uklopljen u sjevernokurdski.

## Vanjske poveznice
- Ethnologue (14th)
- Ethnologue (15th)